# Margit Feyerer-Fleischanderl

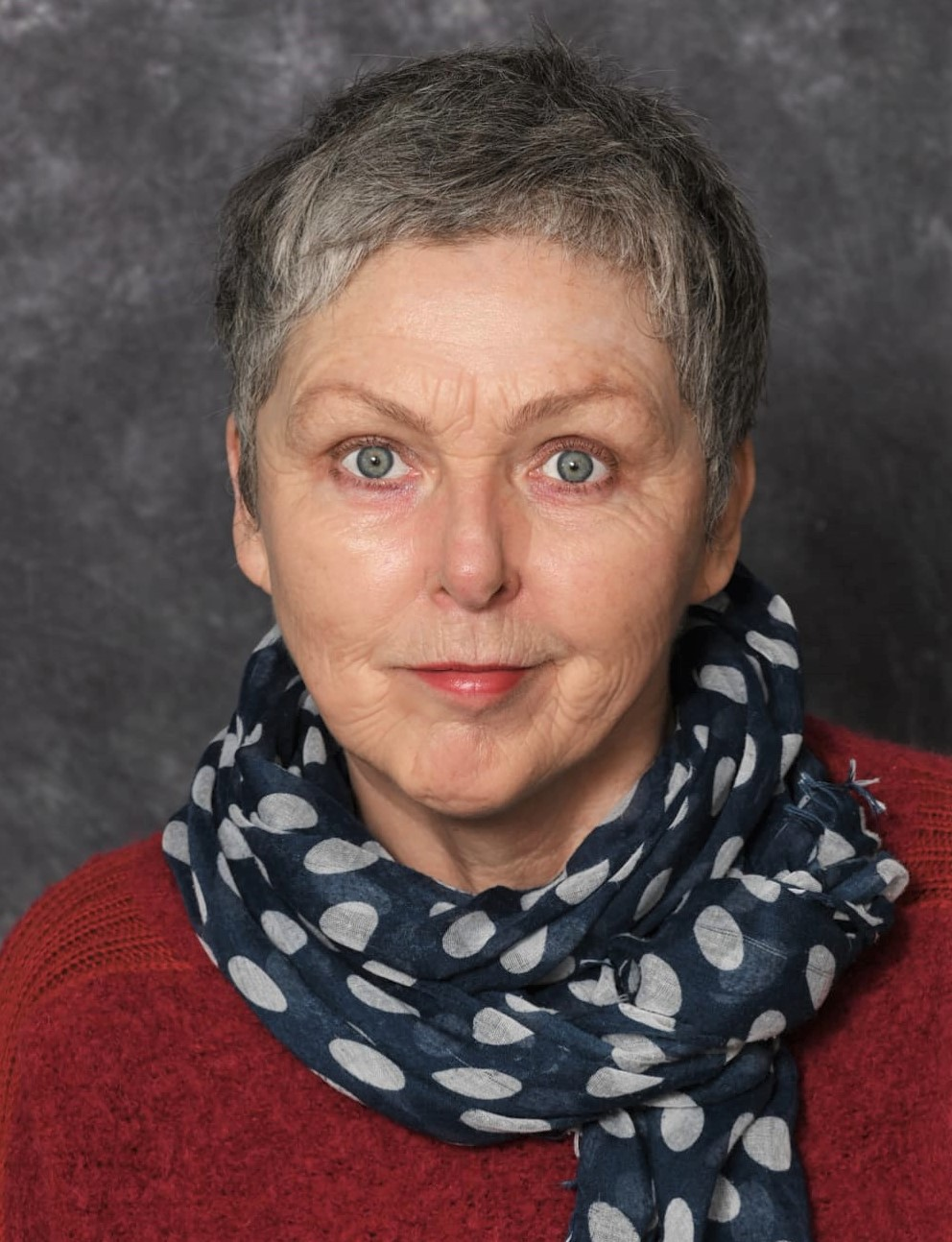
Margit Feyerer-Fleischanderl (2022)

Margit Feyerer-Fleischanderl (* 25. November 1959 in Linz) ist eine österreichische bildende Künstlerin, die in Linz lebt und arbeitet.

## Leben und Wirken
Feyerer-Fleischanderl (fey.flei) absolvierte von 1974 bis 1978 die Fachschule für Gebrauchsgrafik in Linz. 1979 begann sie das Studium der Malerei und Grafik an der Hochschule für künstlerische und industrielle Gestaltung in Linz. Seit 1985 ist sie als freischaffende Künstlerin tätig. Die Bandbreite ihrer künstlerischen Arbeit reicht von Illustration, Zeichnung, Malerei bis hin zu Skulptur (Keramik, kalt bemalt), Objekt und Text. Weiters gestaltete Feyerer-Fleischanderl ein Bühnenbild für das Theater Phönix, war in der Erwachsenenbildung tätig und  leitete partizipative Kulturprojekte an Schulen. 2007 zeichnete sie für die künstlerische Gestaltung der Facetten, das literarische Jahrbuch der Stadt Linz, verantwortlich. 2023 illustrierte sie das Bilderbuch Die fiese Liese von Margit Zierhut. Ihre Skulptur Die Springerin wird seit Herbst 2023 in der neu gestalteten Dauerausstellung Linz Blick des Stadtmuseums Nordico gezeigt.
Im Mittelpunkt ihrer Arbeit steht der Mensch in seiner alltäglichen Skurrilität.

„Die Linzerin Margit Feyerer-Fleischanderl ist eine hervorragende Beobachterin. Ihre Menschengruppen und Skulpturen sind mitten aus dem oberösterreichischen Alltag gegriffen, ohne jedoch die Protagonisten bloßzustellen. Bemerkenswert ist der Ausdruck der Gesichter, die wie ein gut getimter Schnappschuss wirken.“

„Dabei strahlt Fey.Fleis skurrile Verbindung aus punktgenauer Überhöhung und inhaltlicher Kompetenz große zeichnerische Virtuosität aus… Ein wesentlicher “Knackpunkt” war für sie die “Eroberung des Raums”. Der Weg ihrer skurrilen Figuren in die Dreidimensionalität. Im lichtdurchfluteten Atelier sind viele der Ihrigen – gezeichnet und in 3D – versammelt. Schauen von Podesten, aus Wänden oder von simplen Papptellern. Neuerdings auch lebensgroß von Zeichenblättern an den Wänden: Straßenbahnszenerien, stunden-, tage-, wochenlang mit Bleistift gefertigt… In Szenerien mit Schmunzelgarantie. Und auch mit jener der Selbsterkenntnis.“

Fey.fleis Werke befinden sich im Besitz der Stadt Linz (Nordico), der Kunstsammlung des Landes Oberösterreich, der Artothek des Bundes, der Energie AG sowie in privaten Sammlungen im In- und Ausland.

## Kunst am Bau Projekte
- 2010: Volksschule Offenhausen[5][6]
- 2012: Kindergarten Mittertreffling

## Ausstellungen (Auswahl)

### Einzelausstellungen
- 1991: Bild und Bühne – Offenes Kulturhaus, Linz
- 1998: Mein Amerika – Galerie Paradigma, Linz
- 2003: 11 Paare in Ton – HMH Kunstereignisse, Linz
- 2005: Meine Damen und Herren – Galerie im Salzfertigerhaus, Gmunden
- 2007: VERBORGEN – Galerie Pehböck, Naarn
- 2008: TROPHÄEN – Galerie Rytmogram, Bad Ischl
- 2009: FEY.FLEI schaut STAUBER – Asifakeil, Museumsquartier – Wien[7]
- 2012: ALLTAGSMENSCHEN – die Kunstsammlung des Landes OÖ, Studiogalerie
- 2014: FEY.FLEI IM KASTEN – Yellow Box, Museumsquartier, Wien[8]
- 2016: unterwegs / en camino – Centro Cultural Antiguo Colegio Jesuita, Pátzcuaro, Michoacán, México
- 2020: Von anno Schnee bis Übersee – Kubin-Haus, Zwickledt[9][10]

### Ausstellungsbeteiligungen
- 1988: Bildsiebilder – Frauensommeruniversität, Linz
- 2003: sensual orgy – Galerie im OÖ Kunstverein, Linz[11]
- 2005: Ausstellung in Arbeit – Stadtmuseum Nordico, Linz, Lange Nacht der Museen
- 2007: Meine Wirklichkeit – Realismus aus OÖ – St.-Anna-Kapelle, Passau
- 2008: Biennale de la Ceramique – Andenne, Belgien
- 2009: LINZ BLICK – Stadtbilder in der Kunst 1909-2009 – Lentos, Kunstmuseum Linz[12]
- 2010: LINZ – VARNA – THE BIG WAVE, August in Art – Biennial of visual Art, Varna, Bulgarien[13]
- 2011: Unscharfe Grenzen – Annäherung zwischen Kunst und Bau, Beispiel OÖ – afo architekturforum, Linz[14]
- 2012: SPECIAL EDITION – MEMBERS ONLY – Galerie IG Bildende Kunst, Wien[15]
- 2013: unterwegs – Galerie in der Schmiede, Pasching, Katalogpräsentation
- 2014: AN DER DONAU – NORDICO Stadtmuseum Linz
- 2018: Jubiläumsausstellung 11 Jahre Asifakeil – Museumsquartier, Wien
- 2021: PORTRAET – Künstlervereinigung MAERZ, Linz[16]
- 2023: Blind Date – NORDICO Stadtmuseum Linz[17][18]
- 2023: Linz Blick. Die Stadt im Fokus – NORDICO Stadtmuseum Linz
- 2024: Linz auf Sommerfrische – NORDICO Stadtmuseum Linz[19]
- 2025: Schlusspunkt.01, 02, 03 – Galerie Paradigma, Linz[20]

## Preise
- 2010: 1. Preis im Wettbewerb „Kunst am Bau – Volksschule Offenhausen“
- 2012: 1. Preis im Wettbewerb „Kunst am Bau – Kindergarten Mittertreffling“

## Publikationen
- Aktiv lernen. Geschichten nacherzählen (1998)[21]
- Aktiv lernen. Bunte Schreibwerkstätte (1998)[22]
- Aktiv lernen. Bruchrechnen (1998)[23]
- Aktiv lernen. Oberfläche und Volumen (1999)[24]
- Mit MUMMM zur Berufsorientierung (1999)[25]
- Erzähl mir die Welt (1999)[26]
- Im Wörterturm. Neue Rechtschreibung (2000)[27]
- Fit für die Oberstufe? (2000)[28]
- Geschichte live 2 (2001)[29]
- Geschichte live.3 (2002)[30]
- Geschichte live.4 (2002)[31]
- In der Textlandschaft (2002)[32]
- Um 6 kommt Meier (2003)[33]
- Ich und Du sind Wir! Das Bilderbuch der Kinderfreunde (2011)[34]
- Die fiese Liese (2023)[35]